# 亚洲公路16号线
亞洲公路16号线（英語：Asian Highway 16），编号为，是亚洲公路网系统位于东南亚的一条公路，长约1031千米。从泰国来兴出发，经过老挝境内，最终抵达越南东河。线路将在中南半岛绕道柬埔寨的大弯两端相连接，与、相交。

## 线路

### 泰国
- 12号公路：来兴- 彭世洛- 孔敬  - 加拉信府 - 穆达汉
- 212号公路：穆达汉 - Bang Sai Yai
- 239号公路：第二泰国-老挝友谊大桥

### 老挝
- 9W号公路：凯山丰威汉市（沙湾拿吉） - 塞诺（Xeno）
- 13号公路：塞诺（Xeno）（与共线3千米）
- 9E号公路：塞诺（Xeno） - 车邦（Xépôn） - Dansavan

### 越南
- 國道9號：Lao Bảo - 东河（ ）

## 资料来源
- 亚洲公路网政府间协定（页面存档备份，存于）